# ISO 3166-2:IQ
Kódy ISO 3166-2 pro Irák identifikují 18 guvernorátů a jeden region (stav v roce 2022). První část (IQ) je mezinárodní kód pro Irák, druhá část sestává z dvou písmen identifikujících území.

## Seznam kódů
```
IQ-KR 
Irácký Kurdistán

IQ-AN Anbár (Ramádí)
IQ-AR Arbíl (Arbíl)
IQ-BA Basra (Basra)
IQ-BB Babylón (Hilla)
IQ-BG Bagdád (
Bagdád
)
IQ-DA Dahúk (Dahúk)
IQ-DI Dijála (Bákuba)
IQ-DQ Dhíkár (Násiríja)
IQ-KA Karbalá (Karbalá)
IQ-KI Ta'mín (Kirkúk)
IQ-MA Majsán ('Amára)
IQ-MU Mutanná (Samáwa)
IQ-NA Nadžáf (Nadžáf)
IQ-NI Ninive (Mosul)
IQ-QA Kádisíja (Díváníja)
IQ-SD Saladdín (
Samara
)
IQ-SW Sulajmáníja (Sulajmáníja)
IQ-WA Wásit (Kút)
```